# 新北京プロレス
新北京プロレス（しんペキンプロレス）は、DDTプロレスリングのブランドによるプロレス興行。

## 設定
前漢時代に設立して2000年の歴史を誇り、本拠地は北京、所属選手は10億人にも及ぶという。所属選手の趙雲子龍が留学生として日本に参戦している。

## 歴史
- 2006年1月1日、趙雲子龍が現場監督に就任。
- 1月17日、マッスル北沢タウンホール大会でマッスルとの団体対抗戦が行われた。両国家間の対立感情を考慮してノーピープルマッチとしてスクリーンで中継されて、なぜかリングが選手の控え室になった。この対抗戦はPHK（北京放送協会）の番組「チャイニーズプロレスリング」で3時間中継された。
- 2007年3月11日、DDTプロレスリング北沢タウンホール大会でDDTの4ブランド対抗戦が行われた。対抗戦に勝利した趙雲が神龍（シェンロン）に「新北京プロレスの日本公演」を頼み日本公演の開催が決定（タッグパートナーであった藤岡典一の「童貞を捨てる」という願いは「常識の範囲を超えている」という理由で叶えられなかった）。
- 6月6日、新木場1stRINGで2000年の歴史の中で初の日本公演「新北京プロレス Japan Tour 2007」を開催。ゴングの代わりに銅鑼が使用されてカウントも中国語で数えられるなどセットや衣装まですべて中国から直輸入された。
- 2008年2月7日、新木場1stRINGで第2回日本公演「春節祭」を開催（同日は中国の春節に当たる）。
- 2009年1月11日、新宿FACEで第3回日本公演を開催。
- 2010年2月3日、新木場1stRINGで第4回日本公演を開催。
- 10月6日、マッスル後楽園ホール大会の中で解散興行を放映して2000年の歴史に幕を閉じた。
- 2011年2月11日、新木場1stRINGで第5回日本公演を開催。これについて趙雲は「中国では国が滅んでも蘇ることはよくあること」と説明。
- 2012年1月、親会社がブショウロードになった（ちなみに同時期には新日本プロレスがブシロードに買収されている）。

## 登場人物
新北京プロレス
- 趙雲子龍

第1回「ヤング烏龍杯」を優勝して日本留学が決定。後述の安浦野、Dragon-Achooooo、始皇帝は共に北京学院大学プロレス研究会に所属した学友である。
- 老師トウ・ゴー

4000試合無敗といわれるプロレスの達人。第5回日本公演で病に冒されながらも参戦して趙雲とヤングマスターに新北京を託して息を引き取る。
- 安浦野

老師の愛弟子。両肩に蛇の刺青を持つ。馬賊出身。元は孤児で馬賊に拾われて育ったらしい。
- 元大老

新北京におけるトップレスラーの1人。
- 曹磨刀

鍛えに鍛えた結果時の権力者に、その力を恐れられ幽閉されていたところを元大老に救出され合流する。
- Dragon-Achooooo

人民覇王と呼ばれるスーパースター。猛龍咆哮。
- ジャイアント馬謖

何度斬られても甦る不死身の男。趙雲のパートナーだったが斬られていった大勢の馬謖の恨みから裏切り元大老につくがやはり元大老にも度々斬られる。
- ホワイトアイブロー馬良

馬謖の兄。空中殺法を得意とする。
- ロングリバー黄河

プロレスラー史上最大の体格を誇る。まだ成長途中であったため輸送手段がなく来日不能となった。最近ではもっと成長してビームも放つ。
- 始皇帝

ヒールユニット「秦」のリーダー。
- 周瑜公瑾

美周朗と呼ばれる。第2回「ヤング烏龍杯」で優勝。
- 孫悟空

梨のように小さい。第2回日本公演では上海黄金郷の孫悟空とタッグを組んだ。第3回日本公演では「真・斉天大聖決定戦孫悟空ランブル」で敗れて名前を剥奪されたはずだがその後も孫悟空として活動。第4回日本公演で金角銀角にさらわれた三蔵を救うべく追うが誤爆を繰り返す三蔵に愛想をつかせる。緊箍児のために逃れられず2人きりで天竺を目指す羽目になった。
- 猪八戒&沙悟浄

第4回日本公演で孫悟空と共に三蔵法師を助けに向かうも誤爆を繰り返す三蔵に愛想をつかせて見限る。
- 李三姉妹（チェ・リー&ヨネヤマカオ・リー&リーホー）

長女であるチェの年齢を暴こうとした者は謎の死を遂げると言われている。
- 李蘭杰

李三姉妹の異母姉を自称する謎の人物。銀幕スターでもある。
- 大皇帝「三四六」

新北京の頂点に立つ第346代大皇帝。とても騙されやすい。第3回日本公演で自らの奴隷に革命を起こされて「大奴隷」に身をおとす。
- 大奴隷ヌルハチ

三四六にイジられ続けた結果イジられていないと気が済まない質になってしまった奴隷。第3回日本公演で大秦国の助けを借りて革命を起こし三四六に勝利して第367代目皇帝になった。後の清の初代皇帝「ヌルハチ」である。
- ヤングマスター・トウ・ゴー

老師が世界を放浪していた頃にある女性との間にできた青い目の息子。第3回日本公演で欠場の父に代わり急遽参戦。第4回日本公演でははじめて父とタッグを組んだ
- 曹操孟徳

魏の皇帝。立ち振る舞いが獅子の如き王を思わせる。
- 曹彰

大槌を持って入場する。
- 真琴姫

曹彰に帯同している新北京初の傾国（WWEでいうところのディーヴァ）。
- シンキ

曹彰に帯同している新北京初の傾国。
- 劉禅

蜀の王。
大中華プロレス
- 関羽大介

「死亡遊戯」と呼ばれる危険な試合を得意とする。
- "黒旋風"邪鬼

黒い手斧を凶器に使用する。
- 伊東劉備

曹操の計略で全身に傷を負った蜀皇帝。
香港暗黒組織六六六
- 焔魁

六六六が送り込んできた殺し屋。
- 性爆

六六六が送り込んできた殺し屋。
満州馬賊「虎穴団」
- 虎矢郷

満州馬賊の頭領。馬賊出身の安と共に新北京での勢力拡大を狙う。1人で数々の組織を破壊してきた恐ろしい人物。
上海黄金郷プロレス
- 孫悟空

「斉天大聖決定戦」で新北京の孫悟空に勝利。第2回日本公演では孫悟空とタッグを組んだ。第3回日本公演では「真・斉天大聖決定戦孫悟空ランブル」で敗れている。
- 孫悟空

「真・斉天大聖決定戦孫悟空ランブル」に出場。
その他の参戦選手
- 大秦国王安敦

大秦国の皇帝。中華本土への侵攻を開始。第5回日本公演での「玉璽ランブル」で勝利して真の皇帝と認定される。
- 拳奴カンクロウス

パンクラチオンの覇者。
- 拳奴タケダイオス

市民になったカンクロウスの代わりにアントニウスが連れてきたパンクラチオンの覇者。
- ミスター・モンゴル

北原の鬼と呼ばれたブフの使い手。
- ジェット・バー

散打の使い手。
- 偏腿王

性国の王で「パンクラチオンの悪口は俺に任せろ」と豪語する擒拿術の名手。なぜか相手の乳首に執着する。
- トッチャン・チャン

天安門の地下に眠る伝説の女子プロレスラー「キョンシー」。その眠りを呼び覚ました者には呪いがふりかかると言われている。
- 孫悟空

「真・斉天大聖決定戦孫悟空ランブル」で勝利して真・斉天大聖となる。
- 孫悟空

「真・斉天大聖決定戦孫悟空ランブル」に出場。
- 孫悟空

「真・斉天大聖決定戦孫悟空ランブル」に出場。
- 孫悟空

「真・斉天大聖決定戦孫悟空ランブル」に出場。
- 金角&銀角

双子の妖怪。その肉を食らえば千年寿命が延びるといわれる三蔵法師を拉致することに成功するが三蔵を見るや「お前なんかせいぜい猪八戒か牛魔王だ」と吐き捨てた。第5回日本公演では一転して新北京をアヘン汚染から救うため立ち上がる。
- 孟獲大王&兀突骨大王

魏と蜀の「北伐ダービー」に毎度のように乱入してくる南蛮の王。
- エリザベス女王

英国女王。新北京との阿片戦争に自ら乗り込む。
- ダビデ像

肉体美の象徴とされる大理石像。石像なので何をされても動かない。
- ロングリバー長江

「BEST OF THE SUPER河川」に出場する選手の1人。黄河に比する体躯を持つ。
- ダークリバー目黒

大家の差し金で黄河と長江の試合に介入するがあっさり返り討ちにあう。身長は黄河らに匹敵するもありえないぐらいにガリガリ。
- 佐野直

第1回日本公演に日本代表として黄河と対戦するが投石攻撃により敗北。
- 大家健

第2回日本公演に日本代表として黄河と対戦するが大家が試合前の握手で握り潰されて無効試合になった。第3回日本公演では中国に乗り込んだケニーに帯同したが黄河に跳ね返された真空波動拳を受けて爆死、第4回日本公演で復讐に黄河対長江の試合にMEGUROを差し向けるも2人に吹っ飛ばされたMEGUROの下敷きになる。
- 高木三四郎

2008年10月19日のDDTプロレスリング後楽園ホール大会「6大ブランド大集結」で対戦カードが組まれていなかったことに対して激昂した黄河を倒すべくガンダムのスーツを身に着けて飛び立ったが黄河のビーム攻撃により爆死。
- ケニー・オメガ

第3回日本公演で黄河に真空波動拳を跳ね返される。逃げ回っている内に黄河の秘密を知ってしまう。
- ヤゴラ

戦いの神と呼ばれる巨大な蛾。2009年11月29日のDDT後楽園ホール大会でまたしても来襲した黄河のビームを跳ね返すが蚊を落とすように叩き潰される。
- 尹馬雲奴

2024年5月に初来日した新北京プロレスの新人。爆買いした紙袋を携えて入場する。名前の読みはイン･バウンド。
スタッフ
- レフェリー : マ・ツィイー
- レフェリー : 中日韓
- リングアナウンサー : 趙人気
- リングアナウンサー : モンゴルマイク
- 解説 : 嫌健厨

PHK（北京放送協会）の解説員。
- ちゃんこ係 : チャン・コー

三星厨士の異名を持つ。試合会場で相撲人鍋を振舞うこともある。
- 銅鑼打ち : 太太

役員
- 取締役 : 張角